# Masty
Mastý o Mostý (bielorruso: Масты́; ruso: Мосты́; polaco: Mosty; lituano: Mastai) es una ciudad subdistrital de Bielorrusia, capital del distrito homónimo en la provincia de Grodno.
En 2017 tenía una población de 15 883 habitantes.

## Historia
Se conoce la existencia de la localidad desde 1486, cuando se menciona en documentos como un miestelis del Gran Ducado de Lituania. A lo largo del siglo XVII, varios reyes polaco-lituanos le otorgaron algunos privilegios del Derecho de Magdeburgo, como mercados semanales y dos ferias anuales. En la partición de 1795 se incorporó al Imperio ruso, pasando a la Segunda República Polaca en 1921 y a la RSS de Bielorrusia en 1939. Adoptó estatus de asentamiento de tipo urbano en 1949 y de ciudad en 1955.
Se ubica a orillas del río Niemen, unos 50 km al suroeste de la capital provincial Grodno, sobre la carretera P41 que une Druskininkai con Slonim. Al sureste de la ciudad sale la carretera P50, que lleva a Zelva y Ruzhany, y al suroeste la P100, que lleva a Vialíkaya Bierastavitsa.